# Arab Strap
Gli Arab Strap sono un gruppo musicale scozzese formatosi nel 1995.

## Storia del gruppo
Il cantante Aidan Moffat e il polistrumentista Malcolm Middleton sono cresciuti entrambi a Falkirk e hanno iniziato a collaborare nel 1995. L'album discografico di debutto è stato pubblicato l'anno seguente.
Nel corso della loro carriera hanno lavorato con diversi colleghi come Jenny Reeve, Stacey Sievewright, Adele Bethel e David Gow (Sons and Daughters) e Stuart Murdoch (Belle and Sebastian). Nel corso di nove anni il gruppo ha prodotto sei album in studio, di cui Philophobia ha avuto maggior successo in termini commerciali.
Il duo, dopo aver chiuso i battenti nel 2006 con l'uscita di una raccolta di inediti, singoli e B-sides, Ten Years of Tears, ed il tour seguente, si è riunito dopo 15 anni nel 2020 pubblicando i due singoli The Turning Of Our Bones e Compersion Pt. 1 che hanno anticipato l'uscita a marzo 2021 del nuovo album As Days Get Dark per Rock Action.

## Stile
La loro musica è caratterizzata da melodie circolari, arpeggi minimali, liriche scarne, che rendono il duo un punto di riferimento per la scena post-rock, cara anche ai connazionali Mogwai.

## Formazione
- Aidan Moffat - voce
- Malcolm Middleton - voce, chitarra, basso, sax, piano

## Discografia

### Album
- 1996 - The Week Never Starts Round Here
- 1998 - Philophobia
- 1999 - Elephant Shoe
- 2001 - The Red Thread
- 2003 - Monday at the Hug and Pint
- 2005 - The Last Romance
- 2021 - As Days Get Dark
- 2024 - I'm Totally Fine with It Don't Give a Fuck Anymore

#### Live
- 1999 - Mad for Sadness
- 2003 - The Cunted Circus (stampa privata)
- 2005 - Acoustic Request Show (stampa privata)

#### Raccolte
- 1999 - Singles (pubblicato in Giappone)
- 2006 - Ten Years of Tears

### Singoli/EP
- 1996 - The First Big Weekend
- 1997 - The Smell of Outdoor Cooking
- 1997 - The Clearing
- 1997 - The Girls of Summer (EP)
- 1998 - Here We Go/Trippy
- 1998 - Live
- 1998 - (Afternoon) Soaps
- 1999 - Cherubs (EP)
- 2000 - FUKD ID #2 aka Rocket, Take Your Turn/Blackness
- 2000 - To all a Good Night
- 2001 - Love Detective
- 2001 - Turbulence
- 2002 - Quiet Violence (EP, stampa privata)
- 2003 - The Shy Retirer (EP)
- 2005 - Dream Sequence
- 2006 - Speed-Date
- 2020 - The Turning Of Our Bones
- 2020 - Compersion Pt. 1